# 儲波
儲波（ちょ は、チュウ・ボー 、1944年10月 - ）は、中華人民共和国の官僚、政治家。安徽省桐城市出身。現職は全国人民代表大会財政経済委員会副主任委員。岳陽市市長、岳陽市市委書記、湖南省省長、内モンゴル自治区党委書記、内モンゴル自治区人大常委会主任などを歴任した。

## 経歴
1944年10月、安徽省桐城市で生まれる。
1967年9月、天津大学水利工程系を卒業。1968年8月からは瀋陽軍区の解放軍2348工程指揮部助理員、総後化学生産管理局事務室秘書などを務める。1969年に中国共産党入党。
1975年2月、湖南省岳陽市の国有企業である化工総場弁公室秘書、副課長、副主任として就職し、昇進を重ねて副場長、党委員会副書記となる。1984年7月、岳陽市市委副書記、市長に就任。1986年2月、岳陽市市委書記に昇格する。
1991年3月、同省長沙市に転任し、湖南省副省長、湖南省党委副書記、湖南省省長を歴任。
2001年8月、党務に転じて内モンゴル自治区に赴任し、内モンゴル自治区党委書記、内モンゴル自治区軍区党委第一書記に就任した。2003年1月には内モンゴル自治区人大常委会主任、党組書記を兼任。2009年11月、内モンゴル自治区党委書記を退任。
2009年12月、中央に移り、 全国人民代表大会財政経済委員会副主任委員（次官）に就任。